# Willdenowia
Willdenowia là một chi thực vật có hoa trong họ Restionaceae.